# Vorwärts (Schiff, 1903)
Der 1903 in Rostock gebaute Dampfer Grete Cords war 47 Jahre später als Vorwärts das erste Handelsschiff der DDR.

## Geschichte
Anfang 1903 erhielt die Rostocker Actien-Gesellschaft für Schiff- und Maschinenbau von der Reederei Cords & Schmidt den Bauauftrag für zwei Dampfschiffe. Bereits am 25. März 1903 wurde Baunummer 214 auf den Namen Grete Cords getauft und lief bei bestem Wetter vom Stapel.
Nach seiner Fertigstellung am Ausrüstungskai und Regulierung der Kompasse am Navigationspfahl lief der Dampfer am Morgen des 30. Mai zur Probefahrt aus und trat am Nachmittag gegen 16 Uhr seine erste Reise nach Riga an.
Die Reederei Cords & Schmidt und ihr Nachfolger, die Dampfschiffsreederei August Cords, setzten das Schiff in der europäischen Trampfahrt ein.
Vor Beginn des Ersten Weltkrieges verließ die Grete Cords Brest und lief den spanischen Hafen Aviles an, dort wurde sie bis Kriegsende aufgelegt und war zeitweise in der Küstenschifffahrt tätig.
Erst im Februar 1921 kam der Dampfer wieder nach Rostock zur Reederei Cords. Während der 1920er Jahre befuhr die Grete Cords zumeist die Nord- und Ostsee.
1926 wurde das Schiff an die Rostocker Reederei Erich Ahrens verkauft und in Johann Ahrens umbenannt. 
Beim Ausbruch des Zweiten Weltkriegs blieb dem Dampfer das Schicksal erspart, während der Auseinandersetzungen wieder in einem fremden Hafen aufgelegt oder beschlagnahmt zu werden. Auf dem Weg nach Großbritannien empfing die Johann Ahrens am 3. September 1939 ein Warntelegramm und konnte wieder in ihren Heimathafen Rostock zurückkehren. Kurz darauf trat das Schiff in den Dienst der Kriegsmarine und transportierte Nachschub über See. Am Ende des Krieges lag die Johann Ahrens beschädigt in Rostock, dort erfasste sie die Tripartite Merchant Marine Commission (TMMC) unter der Nummer 729. Sie wurde ausgemustert und am 18. Juni 1946 zur Verschrottung nach Wismar geschleppt.

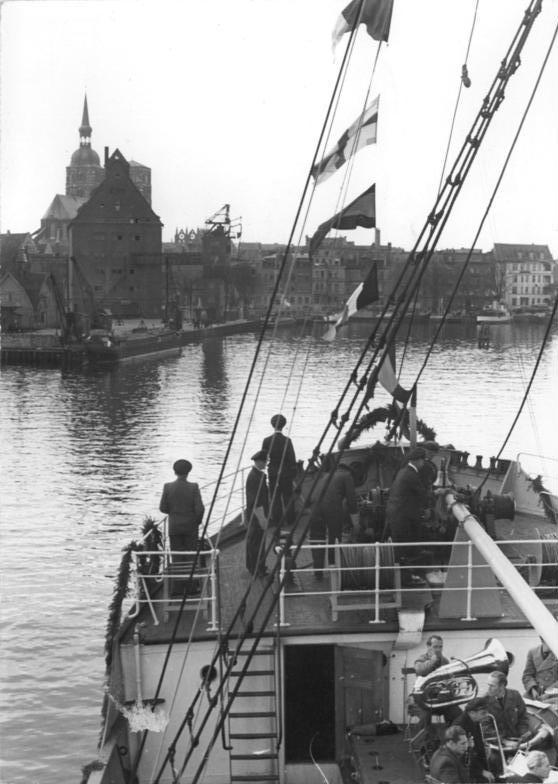
Nach der Probefahrt kehrt die Vorwärts im Oktober 1950 in den Hafen von Stralsund zurück, im Hintergrund die St.-Nikolai-Kirche

Der Ministerrat der gerade gegründeten DDR beschloss im Frühjahr 1950 den Aufbau einer Handelsflotte, doch alle Versuche, einsatzfähige Schiffe zu erwerben, scheiterten an fehlenden Finanzmitteln. So wurde der Entschluss gefasst, bereits ausgemusterte Schiffe wieder flott zu machen. Der manövrierunfähige Frachtdampfer Johann Ahrens wurde am 27. April 1950 im Auftrag der Deutschen Schiffahrts- und Umschlagsbetriebszentrale (DSU) zur Instandsetzung in die Volkswerft Stralsund geschleppt. Nach abgeschlossener Reparatur und Umbau der Wohneinrichtungen wurde die Vorwärts am 13. Oktober 1950 als erstes Schiff der DSU in Dienst gestellt und begann unter dem Kommando von Kapitän Willy Beykirch am 4. November ihre Jungfernreise ins lettische Ventspils. 

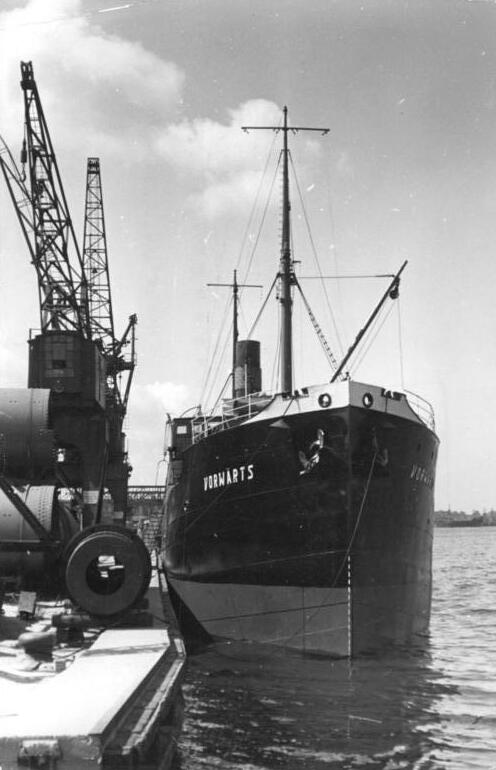
Die Vorwärts 1953 im Rostocker Hafen

Im Rahmen der Feiertage in der DDR wurde das Datum der Indienststellung des Dampfers Vorwärts nachfolgend als „Tag der Seeverkehrswirtschaft“ in die Reihe der Ehren- und Gedenktage aufgenommen. 
Die neu gegründete DSR übernahm den Dampfer im Juli 1952 als erstes Seeschiff. Im April 1954 musste der Frachter nach 104 Ladungsreisen mit etwa 100.000 t transportierten Gütern aufgrund eines irreparablen Kesselschadens außer Dienst gestellt werden und diente bis 1955 als Wohn- und Ausbildungsstätte für neue Schiffsbesatzungen.
Die Vorwärts ging am 15. Mai 1955 in den Besitz der Pionierorganisation Ernst Thälmann über und wurde erneut umgebaut. Seit dem 30. April 1957 hatte sie ihren Dauerliegeplatz am Mühlendamm in Rostock. Dort beherbergte das Pionierschiff Vorwärts die Arbeitsgemeinschaft „Junge Matrosen“ und später auch die GST zur vormilitärischen maritimen Ausbildung, insbesondere im Seesport mit dem Kutter ZK10.
Zu ihrer letzten Seereise lief die Vorwärts im November 1969 in die Ostsee aus. Dabei war sie aber nicht als Frachtschiff unterwegs, sondern für Aufnahmen eines Kinderfilms der DEFA. Für diesen Zweck
erhielt sie einen neuen Anstrich in der Warnowwerft und lag als französische Orion auch kurze Zeit am Passagierkai in Warnemünde.
Im Zuge von Straßen- und Brückenbauarbeiten am Petridamm erhielt die Vorwärts zum Ende des Jahres 1981 einen neuen Liegeplatz am Warnowufer in der Nähe der Anlegestelle „Am Kabutzenhof“.

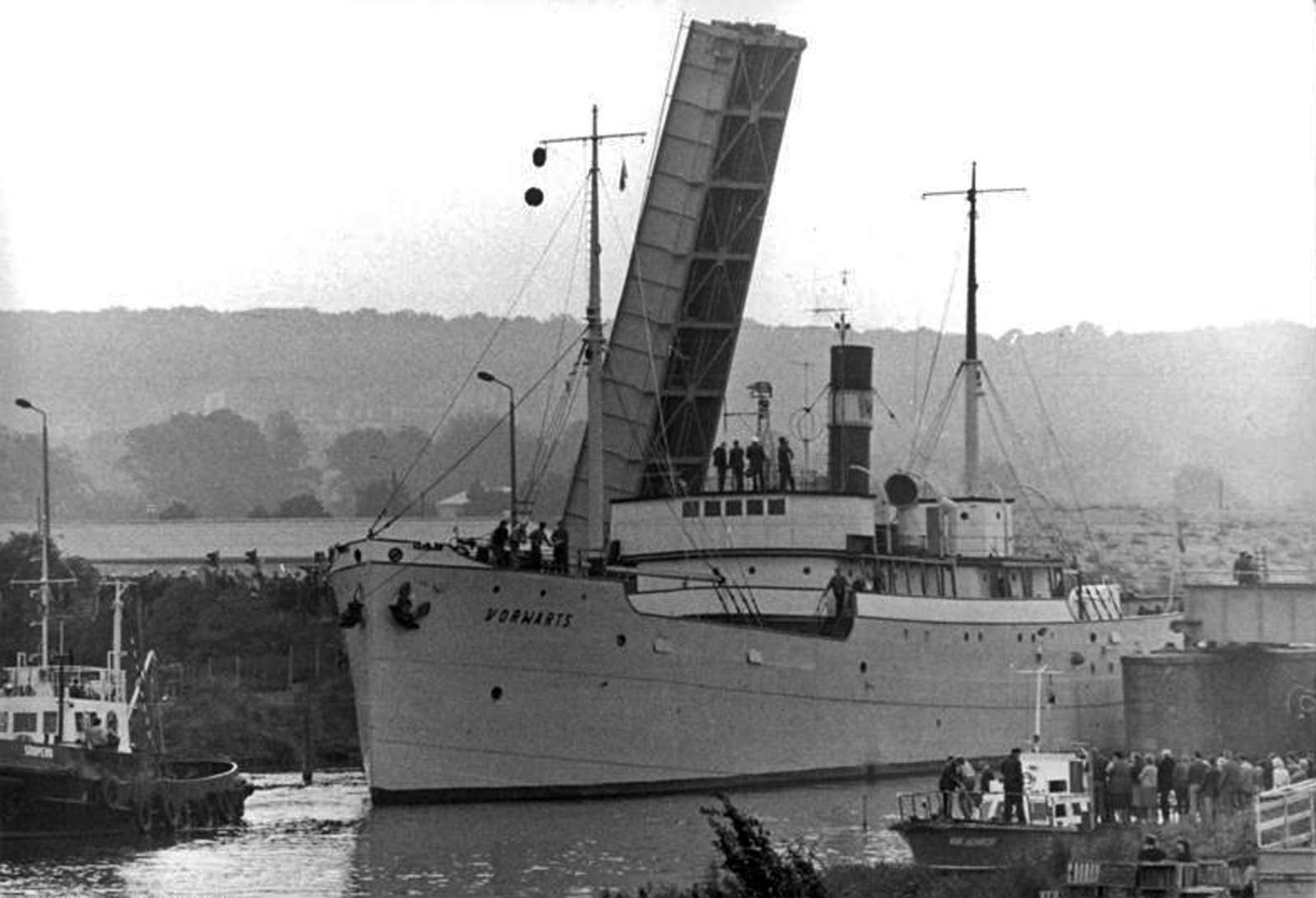
Das Pionierschiff Vorwärts passiert 1981 die Petribrücke

Seit Jahrzehnten hatte das Schiff keine Werft besucht, nur der Anstrich war ab und zu erneuert worden. Bei einer Inspektion am Schiffskörper wurden im Frühjahr 1988 starke Schäden festgestellt, das Pionierschiff wurde geschlossen und aufgelegt. Obwohl das Schiff 1978 und 1984 in die Kreisdenkmalliste der Stadt Rostock eingetragen war und dies auch am 18. April 1986 bestätigt wurde, konnte sein Erhalt nicht durchgesetzt werden. Der Entschluss zur Verschrottung wurde Anfang 1988 bekannt und in der Presse aufgeregt diskutiert. Inzwischen war der ehemalige Stückgutfrachter Condor zu einer schwimmenden Jugendfreizeitstätte umgebaut und am 13. Dezember 1988 der GST-Abteilung Junge Matrosen als Pionierschiff Immer Bereit übergeben worden. Bereits am 25. Oktober 1988 fand im Rahmen eines Traditionstreffens die endgültige Außerdienststellung der Vorwärts als Pionierschiff statt. Da aus finanziellen Gründen der Erhalt als Museumsschiff nicht gewährleistet werden konnte, wurden Teile des Schiffes als Andenken geborgen. Ruderbock, Kompass und Maschinentelegraf der Vorwärts wurden in das Traditionskabinett der DSR gebracht und zusammen mit Schiffstagebüchern, Fotos und Dokumenten aufbewahrt. Am 29. März 1989 ging die letzte Fahrt der Vorwärts im Schlepp vom Stadthafen Rostock warnowabwärts zum Kai des VEB Metallaufbereitung Rostock in Marienehe, dort begann am 10. April die Verschrottung des Schiffes. Einige Relikte des ersten Handelsschiffs der DDR sind inzwischen im Rostocker Schiffbau- und Schifffahrtsmuseum zu besichtigen.

## Technik
Angetrieben wurden das Schiff von einer ebenfalls in der Rostocker Actien-Gesellschaft für Schiff- und Maschinenbau hergestellten Dreizylinder-Dreifachexpansions-Kolbendampfmaschine mit 338 kW Leistung bei einer Drehzahl von 90 Umdrehungen pro Minute. Höchste Leistung erzielte die Maschine bei 106 Umläufen aus dem Stand mit 503 PS. Zur Dampferzeugung standen zwei konventionell von Hand beschickte kohlebefeuerte Zweiflammrohrkessel mit 12 atü zur Verfügung. Der Rumpf war genietet, hatte fünf wasserdichte Abteilungen und vier Querschotts.
Die beiden Laderäume hatten ein Volumen von 1530 m³ und wurden mit herkömmlichen Scherstöcken, Deckeln und Persenningen seefest verschlossen. Das Ladegeschirr bestand aus drei Ladebäumen für jeweils 3 Tonnen.
Die komplette Besatzung wohnte (nach 1945) im Mittschiffsdeckshaus, darunter in sechs Einmann- und drei Zweimannkammern.